# Cleistopholis staudtii
Cleistopholis staudtii (Engl. & Diels) Engl. & Diels – gatunek rośliny z rodziny flaszowcowatych (Annonaceae Juss.). Występuje naturalnie w południowej części Nigerii, w Kamerunie, Republice Środkowoafrykańskiej, Gabonie oraz Ugandzie. 

## Morfologia
PokrójZimozielone drzewo dorastające do 30 m wysokości.
LiścieMają kształt od odwrotnie owalnie eliptycznego do eliptycznie lancetowatego. Mierzą 10–15 cm długości oraz 5–6 cm szerokości. Są skórzaste. Ogonek liściowy jest nagi i dorasta do 10–20 mm długości.
KwiatySą pojedyncze. Rozwijają się w kątach pędów. Działki kielicha mają trójkątny kształt. Płatki zewnętrzne mają równowąski kształt i osiągają do 8–10 mm długości. Kwiaty mają około 100 pręcików i 9–13 słupków.
OwoceTworzą owoc zbiorowy. Są osadzone na szypułkach. Mają kulisty kształt i zielony kolor, później przebarwiając się na purpurowo.
Gatunki podobneRoślina jest podobna do gatunku C. patens.

## Biologia i ekologia
Rośnie w wiecznie zielonych lasach, na wysokości od 500 do 950 m n.p.m.

## Zagrożenia i ochrona
W Czerwonej księdze gatunków zagrożonych został zaliczony do kategorii VU – gatunków narażonych. Przez niektórych częściach jego zasięgu (między innymi w Nigerii) ma miejsce duża utrata lasów, w wyniku czego gatunek ten może już nie występować w tych miejscach.